# 練習艦隊
練習艦隊（れんしゅうかんたい）とは、海軍（それに準じる組織を含む）の要員の訓練に特化した艦隊である。
多くの場合、下士官及び水兵の訓練は、術科学校を除いては教育隊や海兵団で行われるので、初任士官又は士官候補生の教育末期に行われる。乗船実習自体は、単艦でも行いうるが、戦術運動訓練、ハイライン訓練及び曳航被曳航訓練等の重要な訓練は2隻以上なければ実施できないため、小規模な艦隊を編成することが多い。

## 士官候補生の乗艦実習
イギリス海軍では艦長に縁故のある十代半ばの年少者を艦長従卒として乗組ませて教育を施してきた。1845年10月10日にアメリカ海軍は米海軍兵学校を開校したが、それでも当初は艦上での実地教育が主であった。イギリス海軍は19世紀から士官候補生を特定の練習艦に集めて教育を施したが、1903年に全ての海軍士官候補生をダートマス英海軍兵学校に集めて教育を施すことになった。
海軍兵学校在学中に乗艦実習を重ねて卒業後直ちに通常軍艦に配属する米・英海軍方式と異なり、日・仏海軍などは海軍兵学校（海上自衛隊幹部候補生学校含む）卒業前後に練習艦隊で実習しながら練習遠洋航海を実施する方式を採っている。練習遠洋航海では、外国を訪問することで、国際親善を深めると共に、初級海軍士官の国際的視野を深めることに資するという長所もある。外国港入港に際しては礼砲など須要の国際儀礼も行われている。
1890年（明治23年）に遭難したエルトゥールル号も、オスマン帝国皇帝アブデュルハミト2世から明治天皇に対する答礼使節であるとともに、1889年（明治22年）にオスマン帝国の海軍兵学校を卒業した初任少尉の大半を配置しており、練習遠洋航海としての面も有していた（単艦なので艦隊ではないが）。
なお、海上保安庁は小規模なため船隊編成を採らず、個船たる練習船を使用している。

## 日本海軍の練習艦隊
大日本帝国海軍では、海軍の発達にともなって教育機関としての海軍兵学校卒業者も増大し、明治36年（1903）より先任艦長を指揮官とする方式を改め、司令官を据えて遠洋航海を行うこととした。また「金剛」・「比叡｣に代えて「厳島」・「橋立」・「松島」の三艦をもって練習艦にあてることとなった。
上村彦之丞海軍少将(海兵4期)を司令官として1903年（明治36年）2月25日横須賀を出発し、東南アジア、オーストラリア、フィリピン、朝鮮を経て8月27日に帰国。（参照資料「少尉候補生実務練習の為練習艦隊（松嶋　厳島　橋立）編制遠洋航海の件付報告書」、防衛省防衛研究所所蔵海軍省公文備考類）。
海軍兵学校第33期卒業生のために、日露戦争終結してすぐの1905年（明治38年）12月19日に、島村速雄海軍少将（海兵7期）が司令官に任じられて練習艦隊が編成された。同艦隊は巡洋艦松島、橋立、厳島によって構成され、1906年（明治39年）2月15日に横須賀を出港し8月2日に帰港した。
時代により変遷があるが、海軍兵学校卒業後に、少尉候補生として練習艦隊に配属されて、実習を経た後に海軍少尉に任じられた。但し、戦時等には遠洋航海が実施されないこともあった。
1907年（明治40年）11月20日に兵学校を卒業した海兵35期生は遠洋航海最中の1908年（明治41年）4月30日未明に巡洋艦「松島」が爆沈して候補生33名が殉職する事故が起きた。
1940年（昭和15年）8月出発の練習艦隊（海兵68期・海機49期・海経28期出身者が乗組）には竣工したばかりの練習巡洋艦「香取」及び「鹿島」が用いられた。
- 明治36年　司令官上村彦之丞　参加艦艇: 橋立・松島・厳島　清・オーストラリア・東南アジア
  - 兵学校30期 (百武源吾・松山茂・金子養三)
- 明治39年　司令官島村速雄　参加艦艇: 橋立・松島　清・オーストラリア・東南アジア
  - 兵学校33期（豊田副武・豊田貞次郎・坂野常善）
- 明治40年　司令官富岡定恭　参加艦艇: 厳島・松島・橋立　ハワイ・オーストラリア・東南アジア
  - 兵学校34期（古賀峯一・片桐英吉・平田昇）
- 明治41年　司令官吉松茂太郎　参加艦艇:松島・橋立　東南アジア（松島爆沈のため中断）
  - 兵学校35期（近藤信竹・高須四郎・野村直邦）
- 明治42年　司令官伊地知彦次郎　参加艦艇: 阿蘇・宗谷　ハワイ・北アメリカ
  - 兵学校36期（沢本頼雄・南雲忠一・塚原二四三）
- 明治43年　司令官伊地知彦次郎　参加艦艇:阿蘇・宗谷　オーストラリア・東南アジア
  - 兵学校37期（井上成美・小沢治三郎・草鹿任一）
- 明治43年　司令官八代六郎 　参加艦艇:浅間・笠置
  - 兵学校38期（栗田健男・三川軍一・五藤存知）　ハワイ・アメリカ西海岸
- 明治44年　司令官加藤定吉　参加艦艇:阿蘇・宗谷　オーストラリア・東南アジア
  - 兵学校39期（伊藤整一・高木武雄・遠藤喜一）
- 大正元年　司令官栃内曽次郎　参加艦艇:吾妻・宗谷　東南アジア・オーストラリア
  - 兵学校40期（大西瀧治郎・福留繁・山口多聞）
- 大正2年　司令官黒井悌次郎　参加艦艇:吾妻・浅間　ハワイ・北アメリカ
  - 兵学校41期（木村昌福・草鹿龍之介・大田実）
- 大正4年　司令官千坂智次郎　参加艦艇:阿蘇・宗谷　東南アジア・オーストラリア
  - 兵学校42期（石川信吾・三戸寿・加来止男）
- 大正5年　司令官松村龍雄　参加艦艇: 磐手・吾妻　オーストラリア・南洋諸島
  - 兵学校43期（有馬正文・高木惣吉・中澤佑）
- 大正6年　司令官岩村俊武　参加艦艇: 常磐・八雲　ハワイ・南洋諸島
  - 兵学校44期（黒島亀人・松田千秋・柳本柳作）
- 大正7年　司令官鈴木貫太郎　参加艦艇:磐手・浅間　北アメリカ・中央アメリカ・ハワイ・南洋諸島
  - 兵学校45期（有賀幸作・古村啓蔵・富岡定俊)
- 大正8年　司令官中野直枝　参加艦艇:常磐・吾妻　東南アジア・オーストラリア
  - 兵学校46期（猪口敏平・高田利種・山本親雄）
- 大正8年　司令官堀内三郎　参加艦艇:吾妻・常磐　地中海（東南アジア経由）
  - 兵学校47期（横山一郎・城英一郎・光延東洋）
- 大正9年　司令官舟越楫四郎　参加艦艇:浅間・磐手　世界周航（南米→アフリカ経由）
  - 兵学校48期（小田原俊彦・神重徳・大石保・中原義一郎）・機関学校29期・経理学校8期
- 大正10年　司令官斎藤半六　参加艦艇:八雲・出雲　ヨーロッパ（パナマ運河経由）
  - 兵学校49期（鹿岡円平・長澤浩・原為一）・機関学校30期・経理学校9期
- 大正11年　司令官谷口尚真　参加艦艇:磐手・出雲・浅間　ブラジル独立100年祭記念観艦式経由世界周航
  - 兵学校50期（吉川潔・堀内豊秋・佐薙毅）・機関学校31期・経理学校10期
- 大正12年　司令官斎藤七五郎　参加艦艇:磐手・八雲・浅間　東南アジア・オーストラリア
  - 兵学校51期（木梨鷹一・大井篤・小園安名）・機関学校32期・経理学校11期
- 大正13年　司令官古川鈊三郎　参加艦艇:八雲・浅間・出雲　アメリカ西海岸
  - 兵学校52期（源田実・淵田美津雄・高松宮宣仁親王）・機関学校33期・経理学校12期
- 大正14年　司令官百武三郎　参加艦艇:磐手　東南アジア・オーストラリア
  - 兵学校53期（藤井斉・福地誠夫・華頂博信）・機関学校34期・経理学校13期
- 大正15年　司令官山本英輔　参加艦艇:八雲・出雲　 地中海
  - 兵学校54期（福村利明・中山定義・三上卓）・機関学校35期・経理学校14期
- 昭和2年　司令官永野修身　参加艦艇:磐手・浅間　アメリカ東海岸
  - 兵学校55期（藤村義一・南郷茂章・寺内正道）・機関学校36期・経理学校15期
- 昭和3年　司令官小林躋造　参加艦艇:八雲・出雲　東南アジア・オーストラリア
  - 兵学校56期（田辺弥八・大谷藤之助・高橋赫一）・機関学校37期・経理学校16期
- 昭和4年　司令官野村吉三郎　参加艦艇:磐手・浅間　アメリカ東海岸
  - 兵学校57期（嶋崎重和・檜貝襄治・板谷茂）・機関学校38期・経理学校17期
- 昭和6年　司令官左近司政三　参加艦艇:八雲・出雲　地中海（スエズ運河経由）
  - 兵学校58期（奥宮正武・村田重治・江草隆繁・関衛・機関学校39期・経理学校18期
- 昭和7年　司令官今村信次郎　参加艦艇:磐手・浅間　東南アジア・オーストラリア
  - 兵学校59期（小福田晧文・当山全信・友永丈市）・機関学校40期・経理学校19期
- 昭和8年　司令官百武源吾　参加艦艇:磐手・八雲　アメリカ西海岸
  - 兵学校60期・機関学校41期・経理学校20期
- 昭和9年　司令官松下元　参加艦艇:磐手・浅間　地中海（スエズ運河経由）
  - 兵学校61期・機関学校42期・経理学校21期
- 昭和10年　司令官中村亀三郎　参加艦艇:浅間・八雲　東南アジア・オーストラリア・ハワイ
  - 兵学校62期・機関学校43期・経理学校22期
- 昭和11年　司令官吉田善吾　参加艦艇:八雲・磐手　アメリカ東海岸
  - 兵学校63期・機関学校44期・経理学校23期
- 昭和12年　司令官古賀峯一　参加艦艇:八雲・磐手　地中海（スエズ運河経由）
  - 兵学校64期・機関学校45期・経理学校24期
- 昭和13年　司令官高須四郎　参加艦艇:八雲・磐手　東南アジア・南洋諸島
  - 兵学校65期・機関学校46期・経理学校25期
- 昭和13年　司令官谷本馬太郎　参加艦艇:八雲・磐手　東南アジア
  - 兵学校66期・機関学校47期・経理学校26期
- 昭和14年　司令官沢本頼雄　参加艦艇:八雲・磐手　ハワイ・南洋諸島
  - 兵学校67期・機関学校48期・経理学校27期
- 昭和15年　司令官清水光美　参加艦艇: 香取・鹿島　日本海・東シナ海
  - 兵学校68期・機関学校49期・経理学校28期